# NGC 5303
NGC 5303, auch als NGC 5303A im Katalog geführt, ist eine Spiralgalaxie vom Hubble-Typ Sc/pec im Sternbild Jagdhunde und etwa 67 Millionen Lichtjahre von der Milchstraße entfernt.
Sie bildet mit dem Nicht-NGC-Objekt PGC 48920 (auch NGC 5303B genannt) eine gravitationell gebundene Doppelgalaxie und wurde am 16. Mai 1787 von Wilhelm Herschel mit einem 18,7-Zoll-Spiegelteleskop entdeckt, der sie dabei mit „cF, vS, lE“ beschrieb.